# کیهان هوایی
کیهان هوایی یکی از نشریات چاپ مؤسسه کیهان است. این نشریه ویژه ایرانیان خارج از کشور بود.
حسین قندی از مشهورترین روزنامه‌نگاران این نشریه بوده‌است. عباس سلیمی نمین نیز کار خود را با این نشریه آغاز کرد و تا سال ۱۳۷۵ مدیر مسئول آن بوده‌است.